# 帕里雷氏鯰
帕里雷氏鯰，為輻鰭魚綱鯰形目鼬鯰科的其中一種，為熱帶淡水魚，分布於中美洲墨西哥至瓜地馬拉南部太平洋岸淡水流域，體長可達26公分，棲息在底層水域，生活習性不明。

## 扩展阅读
維基物種上的相關：帕里雷氏鯰